# Кодорська ущелина
43°06′ пн. ш. 41°48′ сх. д. / 43.1° пн. ш. 41.8° сх. д.
Кодорська ущелина (абх. Кәыдырҭа, груз. კოდორის ხეობა) — долина річки Кодорі в Абхазії.
Кодорська ущелина — основна частина Верхньої Абхазії, розташована у верхній течії річки Кодорі в північно-східній частині Абхазії, близько 40 миль від адміністративної межі регіону з Грузією.
Розташовано на відстані близько 20 миль від адміністративної столиці Абхазії — Сухумі.
Висота над рівнем моря від 1300 до 3984 метрів.
Клімат вологий, зими снігові. Щорік випадає від 1600 до 2000 мм опадів (120 мм в січні, 160 мм в квітні, 180 мм в липні, 160 мм в жовтні). 30 діб на рік йдуть зливові дощі. Приблизно 180 діб ущелина має сніговий покрив.
Середня температура в січні: −3, у квітні: 3, в липні: 14, в жовтні: 5.